# Почумбены
Почумбены (рум. Pociumbeni, Почумбень) — село в Рышканском районе Молдавии. Является административным центром коммуны Почумбены, включающей также село Друца.

## География

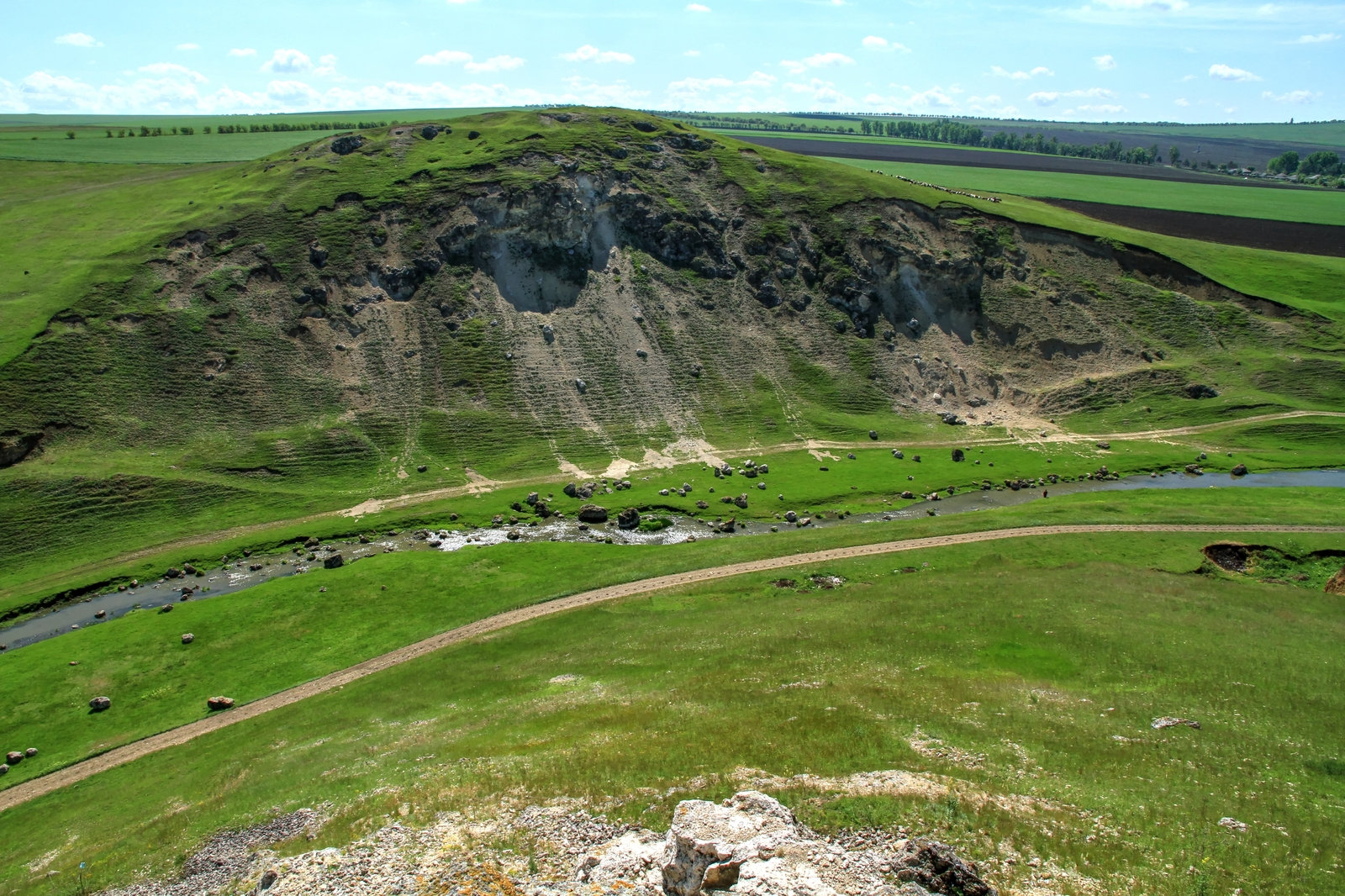
Ландшафты близ села

Село расположено на высоте 132 метров над уровнем моря.

## Население
По данным переписи населения 2004 года, в селе Почумбень проживает 924 человека (454 мужчины, 470 женщин).
Этнический состав села:
| Национальность | Число жителей | Процентный состав |
| -------------- | ------------- | ----------------- |
| молдаване      | 891           | 96.43             |
| румыны         | 14            | 1.52              |
| украинцы       | 13            | 1.41              |
| русские        | 3             | 0.32              |
| гагаузы        | 1             | 0.11              |
| болгары        | 1             | 0.11              |
| прочие         | 1             | 0.11              |
| Всего          | 924           | 100%              |

## Заповедник
На территории села расположен заповедник «Почумбены», площадью 53 га.